# Haverdals naturreservat
Haverdals naturreservat ligger i Harplinge distrikt (Harplinge socken) i Halmstads kommun, Hallands län (Halland), mellan de båda tätorterna Haverdal och Villshärad.
Reservatet ligger precis vid havet och inleds med en 30 meter bred sandstrand som avslutas med sanddyner. Innanför sanddynerna finns planterad tall och lövskog; tallen har blivit planterad för att binda upp sanden. I reservatet finns också Skandinaviens högsta sanddyn som är 37 meter över havet. Genom hela reservatet rinner ån Skintan. Strax norr om Haverdal ligger Särdals naturreservat.